# سوزان هايهورست
سوزان هايهورست (25 ديسمبر 1820-7 أغسطس 1909) كانت طبيبة وصيدلانية أمريكية وأول امرأة تحصل على شهادة الصيدلة في الولايات المتحدة. 

## السيرة شخصية
ولدت سوزان هيهورست في ميدلتاون تاونشيب ، مقاطعة باكس ، بنسلفانيا ، وهي ابنة كويكرز توماس ومارثا هايهورست.  التحقت بالمدرسة في ويلمنجتون بولاية ديلاوير وتفوقت في الرياضيات. بينما كانت لا تزال فتاة صغيرة عملت كمدرس في المدارس الريفية في مقاطعة باكس. مع اهتمامها بالكيمياء وعلم وظائف الأعضاء ، التحقت بكلية الطب النسائية في بنسلفانيا ، وتخرجت بدرجة في الطب عام 1857.  
عملت مديرة لمدرسة الأصدقاء في فيلادلفيا من 1857 إلى 1867 ، ولفترة من الوقت أدارت مدرستها الخاصة التي حضرها العديد من طلابها السابقين.  خلال الحرب الأهلية الأمريكية ، كانت رئيسة لجنة الإمدادات لجمعية إغاثة بنسلفانيا. 
في عام 1876 ، أصبح سوزان هايهورست رئيسًا لقسم الأدوية في مستشفى النساء في فيلادلفيا . و بدأت في حضور محاضرات في كلية فيلادلفيا للصيدلة . على الرغم من أن الدكتورة كلارا مارشال فعلت ذلك سابقًا ،  كان من النادر أن تقبل الكلية النساء ، وكانت هايهورست هي المرأة الوحيدة في فصلها المكون من 150 طالبًا. لم تبد إدارة الكلية أي مقاومة ، ومنحتها دبلومًا في الصيدلة عندما أكملت دوراتها عام 1883 ، في سن 63.  
ظلت سوزان هيهورست في منصبها في قسم الأدوية في مستشفى النساء لمدة 33 عامًا. أشرفت على شراء وتصنيع الإمدادات ، وساعدت المبشرين إلى دول أجنبية ، وعملت كمرشد لـ 65 امرأة صيدلانية.  كانت عضوًا في منظمات مثل الأكاديمية الأمريكية للعلوم السياسية والاجتماعية وجمعية حق المرأة في الاقتراع في فيلادلفيا. 
توفيت سوزان هيهورست في فيلادلفيا في 7 أغسطس 1909 بعد مرض استمر أربعة أيام.   أقامت كلية فيلادلفيا للصيدلة حفل تأبين على شرفها في 15 نوفمبر 1910